# Шукрија Куртовић
Шукрија Куртовић (Гацко, 1890 — Сарајево, 1973) био је српски публициста и писац.

## Биографија
Шукрија је рођен 1890. године у Херцеговини, у градићу Гацку. По књижевном критичару Јовану Скерлићу: Шукрија Куртовић, рођен је у једном од најсрпскијех крајева наше колевке Херцеговине, од детињства се осећао Србином и такав је вазда остао. Гимназију је матурирао у Мостару, а дипломирао је права на Универзитету у Бечу. Његов брат је погинуо 1915. године у Првом светском рату као српски официр. Он је учествовао као српски добровољац у Русији 1916. године. Одликован је јула 1919. године српским краљевским орденом Белог Орла са мачевима V степена, као резервни пешадијски поручник српске војске. Произведен је 12. јула 1920. године у чин резервног пешадијског поручника југословенске краљевине.
Још као младић, бечки студент објавио је 1914. године у Сарајеву, брошуру „О национализовању муслимана”. Од тада се он јавља као најбољи тумач и заступник муслиманских интереса.
Покренуо је Куртовић 1919. године у Сарајеву лист „Будућност”, као орган напредних националиста међу муслиманима. Да би парирао Спаховој муслиманској странци, основао је марта 1920. године са Шефкијом Глухићем "Муслиманску тежачку странку". Та партија је издавала свој лист "Глас тежака". Међутим први на листи за изборе 1920. године био је његов рођени брат Алија Куртовић надконтролор у Сарајеву. Сарађивао је са Демократском странком од првих дана њеног рада, и био први на њеној листи 1920. године у Сарајеву. Биран је неколико пута за народног посланика у Скупштини Краљевине Југославије, прво као демократа (до 1929) а касније из редова Муслиманске демократске странке. Он је 1933. године ушао у шири Главни одбор Југословенске националне странке Богољуба Јефтића.
Тридесетих година 20. века био је запослен у сарајевском „Шипаду”, као генерални директор.
Познат је као критичар дела писца Иве Андрића „На Дрини ћуприја”. У својој расправи је 1962. године указивао на наводно шовинистичке ставове овог писца Нобеловца према муслиманима.

### Други о Куртовићу
Књижевник Алија Наметак у свом „Сарајевском некрологију“ је следеће записао о Куртовићу:
| „ | 29. VI 1973. Истог дана када се Асиму клањала џеназа умро је и Шућрија Куртовић, у 83. години живота. Шућрија је завршио студије (права?) у Бечу. За вријеме Првог свјетског рата пребјегао је у Русију. Кад је установљен Солунски фронт, и он је учествовао као официр, с још неким муслиманима Србима. Чини ми се да је био и у Првом Народном представништву у име босанско-херцеговачких муслимана. Муслимани су имали у том представништву десет посланика, од којих су осморица били Срби, а двојица — др. Мехмед Спахо и др. Халид-бег Храсница — су били представници Југословенске муслиманске огранизације. С братом Алијом и групом људи око „Гајрета“ радио је на српском народном освјешћивању босанскохерцеговачких муслимана, али није имао у томе већег успјеха. Чак није успио да буде изабран за народног посланика, осим за вријеме избора Пере Живковића год. 1931, када се као такав пробио у Фочи, јер уопће није било друге изборне листе. Била је то, како се говорило, „трка с једним коњем“. И оженио се Српскињом, Маром, доктором медицине, с којом је имао два сина, а обојици је дао муслиманска имена; млађему, Омеру, дао је име свог оца. Посљедњих десетак година није уопће излазио из куће. Имао је јаку склерозу: требало му је помагати у разговору да се сети појмова и имена која није могао погодити. У том времену је објавио један чланак у Гласнику Врховног старјешинства ИВЗ-е о севдалинци, поводом кварења њезина текста, а ваљда и мелодије, на радио-станицама. Написао је и једну студију о Иви Андрићу, прије него је овај постао Нобеловац и, по мом мишљењу, прозрео, Андрићеву протуисламску интонацију у великом броју његових дјела, посебно у роману На Дрини ћуприја. Прочитао сам ову његову студију, која је, чини ми се, имала око шездесет страница типканих на строју. Чланак је послан у иноземство Адилу Зулфикарпашићу, који га је објавио у Босанским погледима. Ако се добро сјећам, причао ми је да је одмах по објави Андрићева романа настојао објавити неки краћи чланак о тенденцијама тога дјела, али га није успио пласирати. Касније је написао чланак од којих петнаестак страница и дао га редакцији Гласника ИВЗ, за вријеме Фејићева рејсовања, али овај није смио ствар објавити. Иза тога је стално проширивао и разрађивао чланак, од којега је настала голема студија. Ни други реис, Кемура, није хтио донијети у једином ондашњем муслиманском листу. Тако је доспјела у иностранство, гдје је штампана у наставцима у споменутом емигрантском листу и, касније, наводно у посебној књизи. Ја сам један наставак видио у хаџије Љубунчића. Казивао ми је Шућрија да је био позван и у СУП, али да је рекао да му је драго што је студија штампана, макар да је он није послао и да му није право што је у таквом листу штампана. Није имао никаквих посљедица, а шта су могли урадити с човјеком којему су се рукле годинама тресле, да није никад могао попити џезву кахве, а да пола не пролије. Људи су му, и који му нису били политички истомишљеници, долазили ради севаба, да се не осјети сасвим осамљеним. Зато сам га и ја понекад походио, али вјерујем да нисам био у њега има и три године. | ” |